# Frantzius
Frantzius (Frantius) – odmiana herbu szlacheckiego Tarczała.

## Opis herbu
W pas, w polu błękitnym trzy sześcioramienne gwiazdy srebrne: jedna i dwie; w polu złotym – na zielonej murawie bocian z kulą w prawej łapie. Klejnot: bocian z godła.

## Najwcześniejsze wzmianki
Herb nadany Teodozemu Krystynowi Frantziusowi w roku 1790 w Polsce, potwierdzony w Prusach w r. 1803.

## Herbowni
Jedna rodzina herbownych (herb własny):
Frantzius